# Финсбери
Финсбери (Finsbury Park) — парк площадью 46 га на севере Лондона, в административном округе Харингей. Обустроен в викторианскую эпоху. Используется для проведения многолюдных общественных мероприятий, музыкальных концертов и для занятий спортом. Здесь имеются футбольные и баскетбольные площадки, арена для атлетов, теннисный корт, а также поля для американского футбола и бейсбола. Из концертов примечательны выступления Боба Дилана (1993) и группы Sex Pistols (1996).

## История

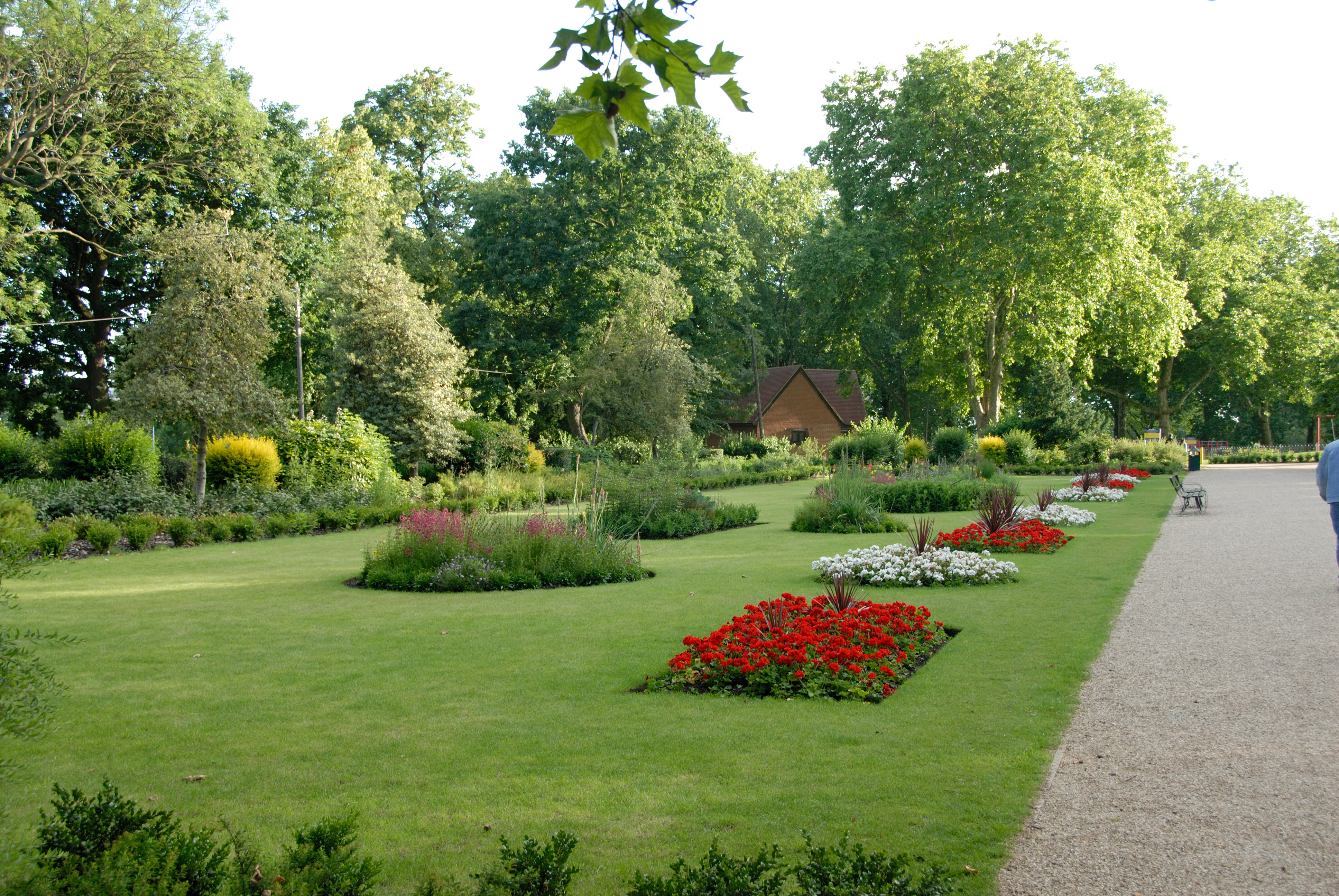
Сады Макензи в парке Финсбери

Парк был благоустроен на северо-восточной стороне лесного массива в поместье или предместье Браунсвуда. Она называлась Хорнси-Вуд, который в средние века вырубали все дальше и дальше для использования в качестве пастбищных угодий. В середине XVIII века на холме, на котором расположен парк Финсбери, открылась чайная комната. Лондонцы отправлялись на север, чтобы спастись от столичного дыма и насладиться последними остатками старого леса Хорнси. Около 1800 года чайные комнаты были перестроены в более крупное здание, которое стало известно как дом/таверна Хорнси Вуд. На вершине холма также было создано озеро с водой, откачанной из близлежащей Нью-Ривер.
Там катались на лодках, стреляли из лука, а также, проводили петушиные бои и другие кровавые виды спорта. Таверна Хорнси Вуд была снесена в процессе превращения этого района в парк, но озеро было расширено. Как только парк открылся, паб через дорогу от его восточного входа на Севен-Систерс-роуд стал называться Хорнси Вуд в честь оригинала. Позже этот паб был переименован в столовую Александры и закрыт для бизнеса в апреле 2007 года. Впоследствии он был снесен.
В начале второй четверти XIX века, после событий в Париже, лондонцы начали требовать создания открытых пространств в качестве противоядия от постоянно растущей урбанизации Лондона. В 1841 году жители Финсбери на северном периметре Лондонского сити подали прошение о создании парка, чтобы облегчить положение бедных. Современное место парка Финсбери было одним из четырех предложений по расположению парка. Первоначально парк должен был называться Альберт-парк. Первые планы были составлены в 1850 году. Планы создания парка были утверждены Актом парламента в 1857 году. Несмотря на некоторую местную оппозицию, парк был открыт в 1869 году.
Во время Первой мировой войны парк был известен как место проведения пацифистских собраний.
Во время Второй мировой войны парк использовался в качестве военных тренировочных площадок, а также размещал зенитные орудия.
В конце XX века парк начал приходить в упадок, и к 1980-м годам большинство первоначальных элементов исчезло. Этот спад усугубился в 1986 году, когда тогдашний владелец, Совет Большого Лондона, был ликвидирован, и право собственности перешло к Совету Харингея, но без достаточного финансирования или установленных законом обязательств по содержанию парка.
Премия Фонда лотереи наследия в размере 5 миллионов фунтов стерлингов, присужденная в 2003 году, позволила провести значительные ремонтные работы, включая очистку озера, строительство нового кафе и детской игровой площадки, а также восстановление и ремонт теннисных кортов. В настоящее время в парке есть теннисные корты, беговая дорожка, поле для софтбола и множество открытых площадок для различных видов досуга.

## Культура
В парке прошло несколько выступлений живой музыки и музыкальных фестивалей, в том числе: Fleadh (1990—2003), Great Xpectations (1993) и Rise (2006—2010).
Парк Финсбери использовался в качестве места съемок музыкальных клипов, таких как «Song 4 Mutya» Groove Armada, художественных фильмов, таких как «Лондон Ривер» Рашида Бушареба, и сериалов, таких как «Безмолвный свидетель».